# Brigitte A. Askonas
Brigitte „Ita“ Alice Askonas (* 1. April 1923 in Wien; † 9. Januar 2013 in London) war eine in Österreich geborene britische Immunologin, die sich insbesondere mit der Bildung von Antikörpern und zellulärer Immunologie befasste.

## Leben
Brigitte Askonas studierte Biochemie an der McGill University (Bachelor 1944, Master 1946, wobei sie biochemische Forschung in der Psychiatrie betrieb) und war ab 1949 an der Universität Cambridge, wo sie 1952 bei Malcolm Dixon promoviert wurde (über Muskelenzyme). Sie war ab 1952 Wissenschaftlerin beim britischen National Institute for Medical Research in Mill Hill bei London, zuerst in der Biochemie-Abteilung und mit deren Gründung 1957 in der Abteilung Immunologie unter deren erstem Leiter John Humphrey. 1976 bis 1988 war sie Leiterin der Immunologie in Mill Hill. Daneben war sie 1961/62  in einem Sabbatjahr an der Harvard University (Abteilung Mikrobiologie bei Mahlon Hoagland), 1971/72 am gerade gegründeten Institut für Immunologie in Basel und 1989 bis 1994 Gastprofessor an der St. Mary’s Hospital Medical School. Ab 1995 war sie Gastprofessorin am Imperial College, wo sie seit 2000 Fellow ist. Ab 1989 war sie auch mit der Gruppe für Molekulare Immunologie am Institut für Molekulare Medizin des John Radcliffe Hospital in Oxford verbunden.
1957 gelang ihr die Klonierung von B-Zellen in vivo. Sie befasste sich später vor allem mit dem Mechanismus, wie T-Zellen-Antigene zu erkennen sind. Dabei arbeitete sie nicht nur mit den typischen experimentellen Antigenen der Virologie, sondern auch mit wirklichen Krankheitserregern. Sie entdeckte dabei, dass Killer-T-Zellen vom Grippevirus befallene Wirtszellen unabhängig vom Subtyp des Virus erkennen. Dies hat auch Auswirkungen auf die Entwicklung neuer Impfstoffe, die bisher auf Antikörpern beruhen, die alle spezifisch für bestimmte Subtypen des Grippevirus sind. Sie untersuchte auch, wie Trypanosomen die Reaktion des Immunsystems unterdrücken.
Sie war in diesem Zusammenhang eine der Ersten, die T-Zellen klonte, und leistete damit Pionierarbeit wie schon zuvor bei der Klonierung von B-Zellen.
Zu ihren Studenten und Post-Doktoranden in Mill Hill zählen unter anderem Michael Bevan, Andrew McMichael, Emil Unanue. Sie beeinflusste 1971 in Basel auch den späteren Nobelpreisträger Susumu Tonegawa, der damals noch unerfahren in Immunologie war.
Sie war Fellow der Royal Society (1973), deren Vizepräsidentin sie 1989/90 war, und auswärtiges Mitglied der National Academy of Sciences (2007). 2007 erhielt sie die Robert-Koch-Medaille, 1973 den Feldberg Foundation Prize. 1994 wurde sie Ehrenmitglied der Deutschen Gesellschaft für Immunologie, 1988 der British Society of Immunology, 1989 der französischen Gesellschaft für Immunologie und 1977 der American Society of Immunology. 1987 wurde sie Ehrendoktor der McGill University und 1982 bis 1987 hatte sie eine Ehrenprofessur der University of Warwick. Sie wurde Ehren-Fellow der Cambridge-Colleges New Hall und Girton. 1998 war sie Founding Fellow der Academy of Medical Sciences.
Sie arbeitete auch in verschiedenen Komitees der WHO, unter anderem lange Jahre in dem für Immunologie der Lepra.
Für die Biographical Memoirs der National Academy of Sciences schrieb sie mehrere biographische Nachrufe von Immunologen (Niels Kaj Jerne, César Milstein und John Humphrey).
Die European Federation of Immunologicial Societies vergibt den Ita-Askonas-Preis.